# St John's College (Cambridge)

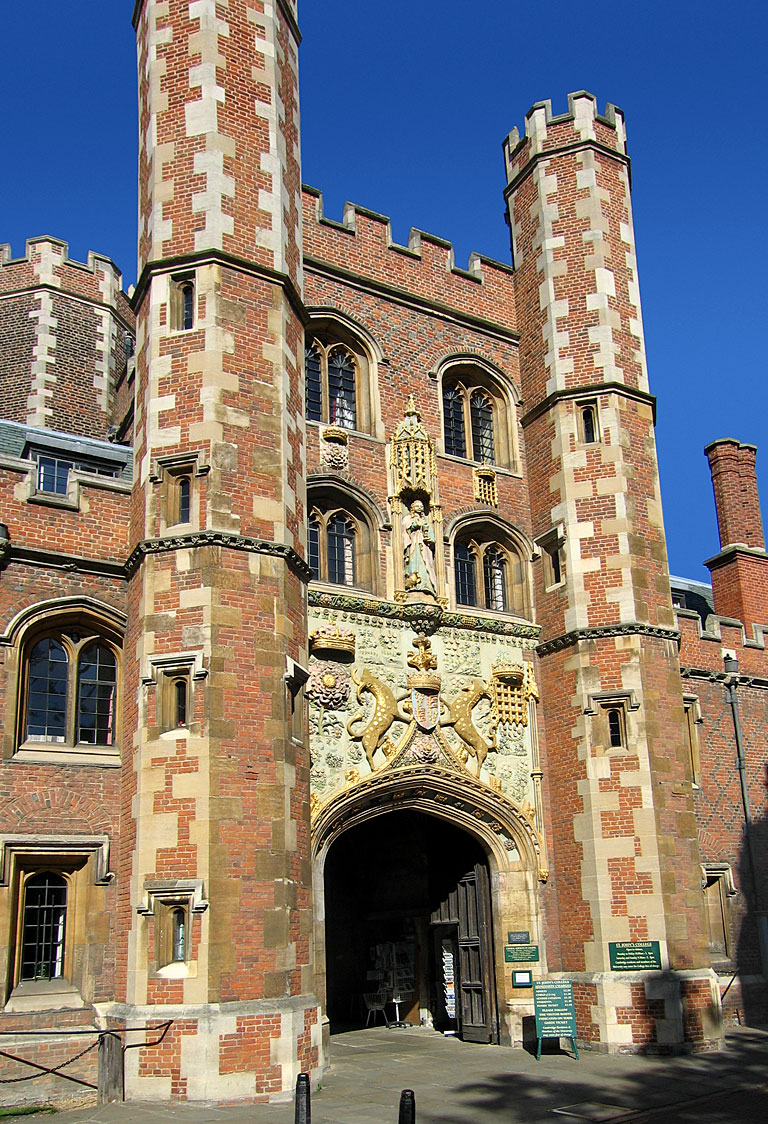
Portal principal de St Johns.

St John's College é uma das 31 instituições universitárias da Universidade de Cambridge no Reino Unido. Fica situada na St John’s Street, Cambridge, Inglaterra.
A instituição foi fundada em 1511 por Margarida Beaufort, mãe de Henrique VII. Com 135 professores associados ( "fellows"), 530 estudantes e 300 doutorandos, é a terceira maior unidade universitária da Universidade de Cambridge, depois de Trinity College e Homerton College.
Oito prêmios Nobel foram concedidos aos membros desta Instituição

## Personalidades
- John Dee
- Roger Penrose
- William Heberden